# Campeonato Africano de Atletismo de 2012 - Lançamento de dardo feminino
A prova do lançamento de dardo feminino do Campeonato Africano de Atletismo de 2012 foi disputada no dia 30 de junho de 2012 no Estádio Charles de Gaulle em Porto Novo,  no Benim. 

## Recordes
Antes desta competição, os recordes mundiais e do campeonato nesta prova eram os seguintes:
|                       | Nome              | Nacionalidade | Distância | Local       | Data                   |
| --------------------- | ----------------- | ------------- | --------- | ----------- | ---------------------- |
| Recorde mundial       | Barbora Špotáková | Chéquia       | 72m 28cm  | Estugarda   | 13 de setembro de 2008 |
| Recorde do campeonato | Sunette Viljoen   | África do Sul | 63m 33cm  | Nairóbi     | 31 de julho de 2010    |
| Recorde africano      | Sunette Viljoen   | África do Sul | 69m 35cm  | Nova Iorque | 9 de junho de 2012     |

## Medalhistas
| Ouro                   | Prata                  | Bronze                 |
| Margaret Simpson (GHA) | Justine Robbeson (RSA) | Gerlize de Klerk (RSA) |

## Cronograma
Todos os horários são locais (UTC+1).
| Data        | Hora  | Evento |
| ----------- | ----- | ------ |
| 30 de junho | 16:20 | Final  |

## Resultado final
| Posição           | Atleta              | Nacionalidade   | #1    | #2    | #3    | #5    | #5    | #6    | Resultados | Notas            |
| ----------------- | ------------------- | --------------- | ----- | ----- | ----- | ----- | ----- | ----- | ---------- | ---------------- |
| Medalha de ouro   | Margaret Simpson    | Gana            | x     | 53.22 | 53.18 | 51.40 | 52.63 | 54.62 | 54.62      |                  |
| Medalha de prata  | Justine Robbeson    | África do Sul   | 48.49 | 47.48 | 52.40 | 50.05 | 51.06 | 52.81 | 52.81      |                  |
| Medalha de bronze | Gerlize de Klerk    | África do Sul   | x     | 49.85 | 46.50 | 46.46 | 47.44 | 48.23 | 49.85      |                  |
| 4                 | Zuta Mary Nartey    | Gana            | 43.47 | 43.29 | 45.21 | 46.87 | 49.69 | 47.73 | 49.69      |                  |
| 5                 | Adjimon Adanhoegbe  | Benim           | 40.05 | x     | 40.79 | 40.80 | 46.22 | 46.32 | 46.32      | Recorde nacional |
| 6                 | Selma Rosun         | Ilhas Maurícias | 40.51 | 43.64 | 40.42 | 44.96 | 45.93 | 43.82 | 45.93      |                  |
| 7                 | Bernadette Ravina   | Ilhas Maurícias | 45.19 | x     | 44.98 | 44.98 | 45.46 | 43.55 | 45.46      |                  |
| 8                 | Gebremichael Gerase | Etiópia         | 43.96 | 42.15 | 40.23 | 41.10 | 41.10 | x     | 43.96      |                  |
| 09 !              | Mamina Soura        | Burquina Fasso  |       |       |       |       |       |       | DNS        |                  |
| 09 !              | Sunette Viljoen     | África do Sul   |       |       |       |       |       |       | DNS        |                  |

Legenda
| Recorde mundial       | Recorde mundial (World record)               |                       | Recorde africano                      | Recorde africano (African) |                                           | Q | Classificado por posição (Qualified) |
| Recorde do campeonato | Recorde do campeonato (Championship record)  | Recorde da América    | Recorde da América (Americas)         | q                          | Classificado por melhor tempo (Qualified) |   |                                      |
| Melhor marca do ano   | Melhor marca do ano (World leading)          | Recorde asiático      | Recorde asiático (Asian)              | DNS                        | Não largou (Did not start)                |   |                                      |
| Recorde nacional      | Recorde nacional (National record)           | Recorde europeu       | Recorde europeu (European)            | DNF                        | Não terminou (Did not finish)             |   |                                      |
| Recorde pessoal       | Recorde pessoal do atleta (Personal best)    | Recorde da Oceania    | Recorde da Oceania (Oceania)          | DSQ / DQ                   | Desclassificado (Disqualified)            |   |                                      |
| Recorde da temporada  | Recorde da temporada do atleta (Season best) | Recorde sul-americano | Recorde sul-americano (South America) | NM                         | Sem marca (No mark)                       |   |                                      |